# 雨果·埃基蒂克
雨果·埃基蒂克（法語：Hugo Ekitike；2002年6月20日—）是一名法国职业足球运动员，司职前锋，現効力英超球隊利物浦。

## 榮譽

### 球會
巴黎圣日耳曼
- 法甲冠军：2022–23[2]，2023–24[3]

法國U20
- 土倫盃國際足球錦標賽冠軍：2022[4]

## 外部連結
- 上的雨果·埃基蒂克（法語）
- 雨果·埃基蒂克－UEFA國際賽競賽紀錄